# Шарлотта Вільгельміна Гессен-Дармштадтська
Шарлотта Вільгельміна Луїза Гессен-Дармштадтська (нім. Friederike Caroline Luise von Hessen-Darmstadt), (5 листопада 1755 — 12 грудня 1785) — принцеса Гессен-Дармштадтська, донька принца Георга Вільгельма та графині Лейнінген-Фалькенбурзької Марії Луїзи, дружина принца Мекленбург-Стрелицького Карла.

## Біографія
Фредеріка Кароліна Луїза народилась 5 листопада 1755 року у Дармштадті. Вона була другою донькою донькою та п'ятою дитиною в родині принца Гессен-Дармштадтського Георга Вільгельма та його дружини Марії Луїзи Лейнінген-Фалькенбурзької.
Принцеса була заручена із старшим сином герцога Ольденбурзького Фрідріха Августа I, Петром Фрідріхом. Але заручини були скасовані через психічну хворобу останнього.

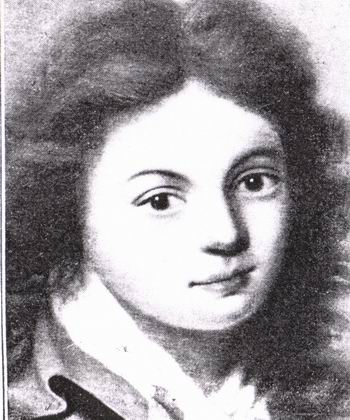
Син Карл

Шарлотта вийшла заміж у 28 років за Карла Мекленбург-Штреліцького, удівця її старшої сестри Фредеріки. Весілля відбулося у Дармштадті 28 вересня 1784 року. Таким чином Шарлотта стала мачухою для своїх п'яти небожів. 
Подружжя жило у Ганновері, де Карл генерал-губернатором за призначенням Георга III. Шарлотта невдовзі завагітніла і за рік після весілля народила сина.
За два тижні Шарлотта померла. Її чоловік подав у відставку і  перевіз до Дармштадту спочатку доньок, а згодом і синів, де їх виховувала бабуся, Луїза Лейнінгенська.

## Родина
Чоловік — Карл Мекленбург-Штреліцький
Діти:
- Карл Фрідріх Август (1785—1837) — принц Мекленбург-Штрелицу, прусський генерал від інфантерії, учасник наполеонівських війн, президент уряду Пруссії, літератор.